# Pandanus prostratus
Pandanus prostratus är en enhjärtbladig växtart som beskrevs av Isaac Bayley Balfour. Pandanus prostratus ingår i släktet Pandanus och familjen Pandanaceae.
Artens utbredningsområde är Mauritius. Inga underarter finns listade.